# Променистое
Променистое (укр. Променисте, до 2025 года — Излучистое) — село в Каменском сельском совете Софиевского района Днепропетровской области Украины.
Код КОАТУУ — 1225283803. Население по переписи 2001 года составляло 206 человек.

## Географическое положение
Село Излучистое находится на берегу реки Каменка, выше по течению на расстоянии в 1,5 км расположено село Каменка, ниже по течению на расстоянии в 2 км расположено село Новогригоровка (Криворожский район).
На реке и её притоках сделано несколько запруд.

## История
Село было основано в 1824 году выходцами из Могилевской и Витебской губерний в качестве еврейской земледельческой колонии, под названием Излучистая в Херсонском уезде Херсонской губернии. Её другие названия, в том числе неофициальные: Кривой Плёс, Кривое Плесо, Кривоплес, Кривоплесовка.
В 1837—1839 годах в Излучистой проживало 543 человека (71 семья), в 1859—575. По состоянию на 1886 год в колонии проживало 702 человека, имелось 54 двора, действовал еврейский молитвенный дом и лавка. В 1887—739 (69 дворов, в том числе 7 — немецких колонистов), по переписи 1897 года жителей 849, из коих 739 евреев.
По данным Еврейского колонизационного общества, в 1898—1899 годах земледелием занималось 125 семей (604 человек), имевшие 1148 десятин надельной земли, 301 лошадь и 174 коровы. Имелись синагога, школа, баня и 2 лавки.
К 1916 году население сократилось до 495, в 1924 году выросло до 725, в 1928—897.
В 1923—1930 годах село входит в Софиевский район, в 1932—1941 годах — в Сталиндорфском еврейском национальном районе Днепропетровской области.
В 1922—1924 годах были организованы колхозы «Пахарь», «Прогресс», «Янов», «Трудовик». С 1928 года Излучистое — центр еврейского национального сельсовета. До 1938 года работали еврейская школа, клуб, библиотека.
Еврейское население было расстреляно нацистами во время оккупации 30 мая 1942 года.